# براندون كار
براندون كار (بالإنجليزية: Brandon Carr)‏ هو لاعب كرة قدم أمريكية أمريكي، ولد في 19 مايو 1986 في فلينت في الولايات المتحدة.

## وصلات خارجية
- براندون كار على موقع مرجع كرة القدم المحترفة.كوم (الإنجليزية)